# 4A Games
 (juillet 2019).
Si vous disposez d'ouvrages ou d'articles de référence ou si vous connaissez des sites web de qualité traitant du thème abordé ici, merci de compléter l'article en donnant les références utiles à sa vérifiabilité et en les liant à la section « Notes et références ».
4A Games est une entreprise ukrainienne de développement de jeux vidéo basée à Kiev et possédant des studios à Malte.
Le studio est notamment connu pour sa série de jeu Metro 2033.
En 2020, 4A Games est racheté par Embracer Group pour $35 millions et sera désormais placé comme filiale de Saber Interactive.

## Historique

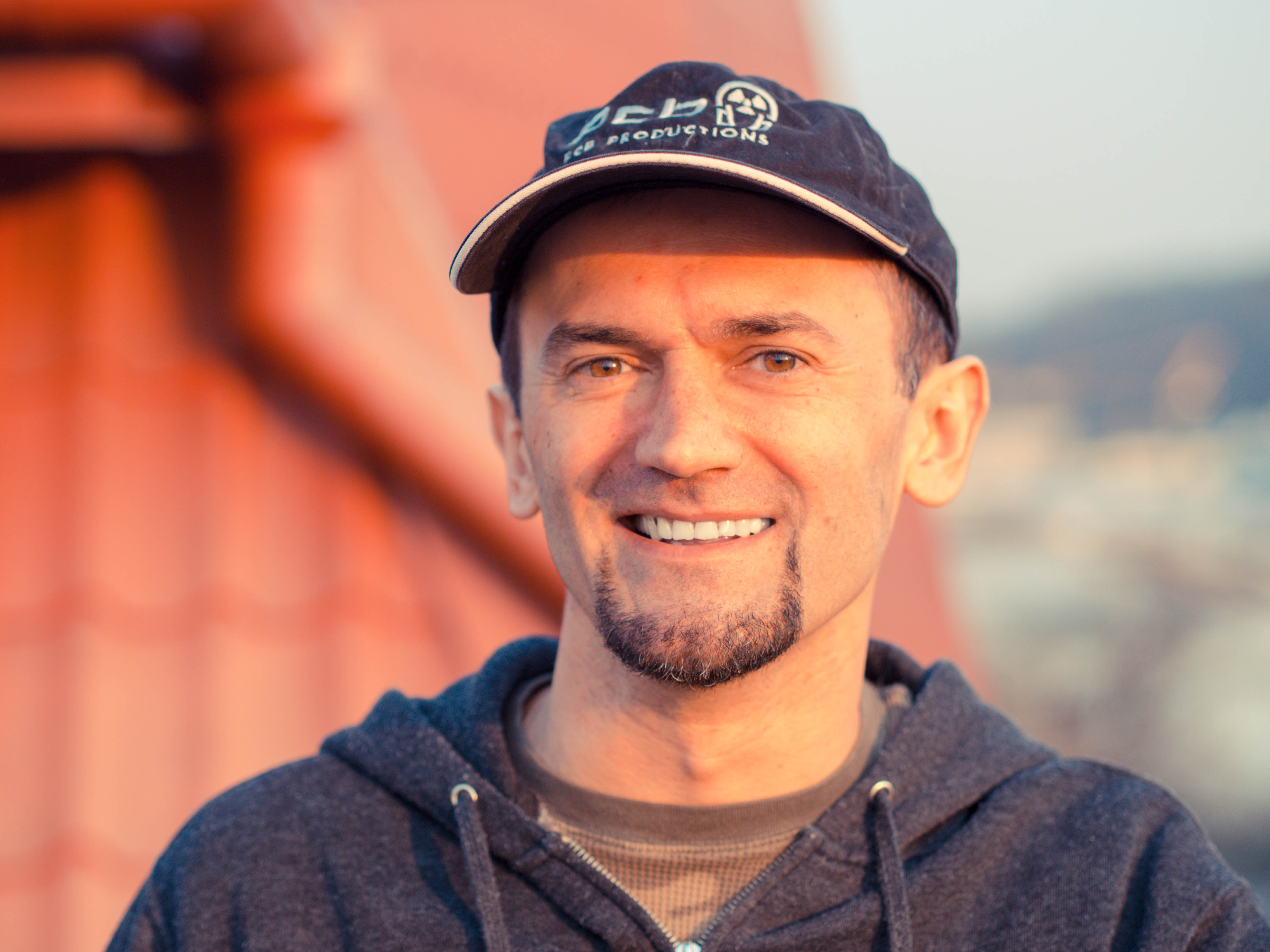
Andriy Prokhorov, fondateur de 4A Games.

La société a été créée à Kiev, en Ukraine. Elle a été fondée par d'anciens employés de GSC Game World, un an avant la sortie de S.T.A.L.K.E.R.: Shadow of Chernobyl. Notamment par Oles Shyskovtsov et Oleksandr Maksymchuk, les programmeurs qui ont travaillé sur le développement du moteur X-Ray utilisé dans la série S.T.A.L.K.E.R.. Ils ont développé le 4A Engine pour Metro 2033.
En mai 2014, le studio a annoncé l'ouverture d'un nouveau studio de développement à Malte, et son objectif de faire de ce dernier son nouveau siège social. Dean Sharpe devient à cette occasion le nouveau PDG du studio.
Durant l'E3 2017, le jeu Metro Exodus (développé par 4A Games) est annoncé lors de la conférence de Microsoft.

## Jeux développés
| Année | Titre             | Plates-formes                                 |
| ----- | ----------------- | --------------------------------------------- |
| 2010  | Metro 2033        | Linux, Windows, Xbox 360                      |
| 2013  | Metro: Last Light | Linux, OS X, PlayStation 3, Windows, Xbox 360 |
| 2014  | Metro Redux       | Windows, PlayStation 4, Xbox One, OS X        |
| 2017  | Artika.1          | Windows (Oculus Rift)                         |
| 2019  | Metro Exodus      | Windows, Xbox One, PlayStation 4              |